# ダフラク語
ダフラク語は、アフロ・アジア語族のセム語派に属する言語である。ダラック語、ダハーリクとも呼ばれる。エリトリアのマッサワの海岸地帯やダフラク諸島で話されている。また、ティグリニャ語やティグレ語と類似した関係にある。　　